# Kjøbenhavns Boldklub
Kjøbenhavns Boldklub, zkráceně KB, je dánský sportovní klub sídlící v Kodani.
Klub je znám především díky fotbalovému týmu, který byl 15× mistrem Dánska. KB je nejstarší fotbalový klub v kontinentální Evropě. V roce 1992 se však profesionální fotbalový tým sloučil s Boldklubben 1903, aby vznikl FC Kodaň. Současný fotbalový tým KB hraje jen v nižších soutěžích.
Barvami jsou modrá a bílá.

## Historie
Klub byl založen v roce 1876. Fotbal a kriket byly přidány v roce 1879, tenis v roce 1883. Dále je provozován badminton, plavání a pétanque. KB je nejstarší fotbalový klub v kontinentální Evropě.
Fotbalový tým byl 15× mistrem Dánska. V roce 1992 se však profesionální fotbalový tým sloučil s Boldklubben 1903, aby vznikl FC Kodaň. Současný fotbalový tým KB hraje jen v nižších soutěžích. Do roku 2008 hrál rezervní tým FC Kodaň pod názvem KB.

## Úspěchy
- Liga (15): 1913, 1914, 1917, 1918, 1922, 1925, 1932, 1940, 1948, 1949, 1950, 1953, 1968, 1974, 1980
- Pohár: 1969
- 53 sezon v 1. lize

## Významní hráči
- Poul Nielsen (1907–1927)
- Michael Laudrup (1981–1982)